# Nadleśnictwo Rajgród
Nadleśnictwo Rajgród – jednostka organizacyjna Lasów Państwowych podległa Regionalnej Dyrekcji Lasów Państwowych w Białymstoku. Siedziba nadleśnictwa znajduje się w Tamie, w powiecie grajewskim, w województwie podlaskim. Graniczy z Biebrzańskim Parkiem Narodowym.
Nadleśnictwo obejmuje powiat grajewski (z wyjątkiem terenów znajdujących się w Biebrzańskim Parku Narodowym) oraz niewielki fragment powiatu monieckiego.

## Historia
Leśnictwo Rajgród powstało w okresie zaborów. Istniało do 1924. W 1925 powstało Nadleśnictwo Rajgród.
W 1993 Nadleśnictwo Rajgród przekazało ok. 17 tys. ha tworzonemu Biebrzańskiemu Parkowi Narodowemu.

## Ochrona przyrody
Na terenie nadleśnictwa znajdują się trzy rezerwaty przyrody:
- Czapliniec Bełda
- Ławski Las I
- Ławski Las II.

## Drzewostany
Typy siedliskowe lasów nadleśnictwa (z ich udziałem procentowym):
- bory 62%
- lasy 31%
- olsy 7%

Gatunki lasotwórcze lasów nadleśnictwa (z ich udziałem procentowym):
- sosna i modrzew 72%
- brzoza 12%
- olsza 10%
- świerk 3%